# Simon XIX Benjamin

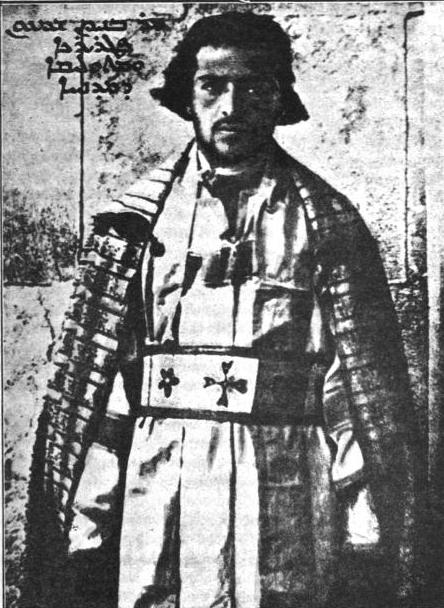
Simon XXI Benjamin.

Mar Simon XIX Benjamin (ou Simon XXI, suivant une autre numérotation patriarcale), né en 1885 ou 1887 à Qotchanès et mort assassiné le 3 mars 1918, fut patriarche de l'Église apostolique assyrienne de l'Orient de 1903 à 1918. Il meurt en 1918 près de Salmas (Iran), assassiné par le chef kurde Agha Ismail Simko.
Son frère Simon XXII Paul lui succède.

## Biographie
Benjamin appartient à l'illustre famille des Shimoun (ou Shimounaya, c'est-à-dire Simon) dans laquelle sont choisis héréditairement depuis des siècles les patriarches de l'Église apostolique assyrienne de l'Orient qui siègent à cette époque à Qotchanès, village du « patriarcat des Montagnes », perdu dans le massif du Hakkiari en Anatolie orientale. Les Assyriens, principalement cultivateurs ou éleveurs, sont organisés en tribus qui reconnaissent le pouvoir spirituel, mais aussi le pouvoir temporel du patriarche. Quant à l'Empire ottoman, il reconnaît un système du millet qui laisse une certaine autonomie aux Assyriens sous la conduite de leur patriarche. De temps à autre, les Kurdes, paysans concurrents sur leurs terres et souvent fanatisés par les mouftis locaux viennent les massacrer (comme ce fut le cas au début du XIXe siècle, en 1860, et surtout en 1895 et 1896), les autorités ottomanes fermant les yeux.
Le père de Benjamin, Ishaya (mort en 1895), est le demi-frère du patriarche Simon XX qui accéda au patriarcat en 1860 ou 1861. Ce dernier écarte en 1895 celui qu'il avait désigné comme héritier et successeur, un de ses neveux, Abraham Shimounaya (Mar Abraham), né en 1862 et mort la première année du génocide assyrien en 1915. En effet pour des raisons familiales et politiques, c'est un autre neveu, âgé de quinze ans, qui est finalement préféré comme héritier du siège patriarcal. Simon XX le consacre alors avant de mourir comme métropolite (matran). Il reçoit son éducation religieuse de son oncle, ainsi que de l'archidiacre David qu'il consacrera plus tard évêque. Il est également instruit par des missionnaires anglicans locaux.
Benjamin, devenu patriarche sous le nom de Simon XXI (ou XIX selon une autre numérotation), est consacré en la petite église patriarcale de Qotchanès par le vénérable métropolite de Chemezdin, Mar Khnanicho IX Eskhaq (Isaac).
Simon XXI consacre pour la première fois deux clercs comme évêques qui ne sont pas issus de familles épiscopales, c'est-à-dire au sein desquelles les évêques sont traditionnellement choisis. Il s'agit en 1907 de Mar Abimalek Timothée pour la Métropole du Malabar et de toute l'Inde qui jouera un certain rôle plus tard et en 1909 de l'archidiacre David de Tkhouma, consacré sous le nom Mar Aprim (Éphrem) pour Ourmia dans le pays azéri de Perse et qui avait été son formateur et éducateur.
Sa tentative de placer un évêque de son obédience, en la personne d'Eliya Abouna (1862-1955), à Alqosh, alors qu'il s'agit aussi du siège du « patriarcat de la Plaine », ayant fait depuis longtemps allégeance à Rome, échoue en raison de la résistance des Assyro-chaldéens uniates, c'est-à-dire reconnaissant la primauté du siège pontifical. D'un point de vue politique, il se rapproche de l'Empire russe et de l'Église orthodoxe russe qui reconnaît une certaine « union » avec les Assyriens (qualifiés pourtant de nestoriens). Son cousin Abraham qui avait été écarté de la succession patriarcale par Simon XX fut son adversaire politique le plus coriace.
Au début de la Première Guerre mondiale, les Russes alors défenseurs des chrétiens, connaissent des victoires contre les Ottomans (alliés à l'Empire allemand et entrés en guerre le 29 octobre 1914), ce qui permet de sauver certaines des terres arméniennes, mais, à partir de 1915, la situation se renverse et les Russes reculent. En février 1915, les massacres contre les chrétiens d'Anatolie commencent avec le génocide arménien et les Assyriens sont également touchés. Ceux des montagnes du Hakkiari doivent affronter les massacres à partir de juin et les survivants s'enfuient plus à l'est ou au sud vers les régions tenues par les Alliés. Simon XXI s'enfuit de Qotchanès, qui est détruit, avec des milliers de survivants vers les montagnes de l'Azerbaïdjan perse. Il rejoint Ourmia, siège d'un diocèse assyrien, avec son peuple qui s'installe aussi à Salmas. À Ourmia se trouve à cette époque une présence française sous la forme de l'ambulance alpine du Caucase.
À partir de mai 1916, le patriarche tente de mettre sur pied une armée de volontaires assyriens pour se défendre et aussi dans le but d'obtenir un « homeland » de la part des Britanniques qui lui font alors des promesses, ainsi que de la part des Russes (il est décoré de l'ordre de Sainte-Anne). Simon XXI commande les régiments de cavalerie de la petite armée de volontaires assyriens qui se lève contre l'armée ottomane. Il commande le bataillon du milieu. Son frère David (général) dirige l'aile droite, tandis que l'Agha Petros dirige l'aile gauche de la petite armée. Cette petite armée remporte quelques victoires, mais ne peut empêcher la catastrophe. En effet l'Empire russe s'écroule en novembre 1917, et le pays signe l'armistice avec les Allemands. Il ne reste plus qu'un petit foyer arménien à l'extrême est, les Arméniens des autres territoires ayant tous été anéantis ou déportés. Les Assyriens réfugiés du côté perse sont harcelés par les milices kurdes. La moitié du peuple assyrien disparaît dans les massacres commis entre 1915 et 1918. L'estimation la plus faible donne 250 000 morts, la plus forte, 600 000 morts.
Simon XXI est assassiné par les milices de l'agha kurde, Simko Shikak, avec cent-cinquante de ses hommes, le 16 mars 1918, dans la plaine de Salmas au nord d'Ourmia, alors qu'il avait répondu à l'invitation de l'agha pour prétendument organiser une alliance contre les Turcs. Les hommes de l'agha tirent sur l'équipage et les cavaliers de la garde de Simon XXI, alors qu'ils s'apprêtaient à prendre le chemin du retour. Le patriarche était âgé de trente-trois ans.
Des milliers d'Assyriens s'enfuient alors encore plus loin, vers l'Irak actuel. Son successeur est son frère Simon XXII Paul qui est consacré en urgence à Ourmia, avant de prendre la fuite avec son peuple vers la plaine de Ninive.
Les restes de Simon XXI sont déposés par l'évêque d'Alqosh Mar Eliya Abouna au cimetière arménien de Khosrova (Salmas).
En mars 2018 pour le centenaire de sa mort, un monument est érigé à sa mémoire au cimetière Montrose de Chicago.